# Cascade Locks and Canal

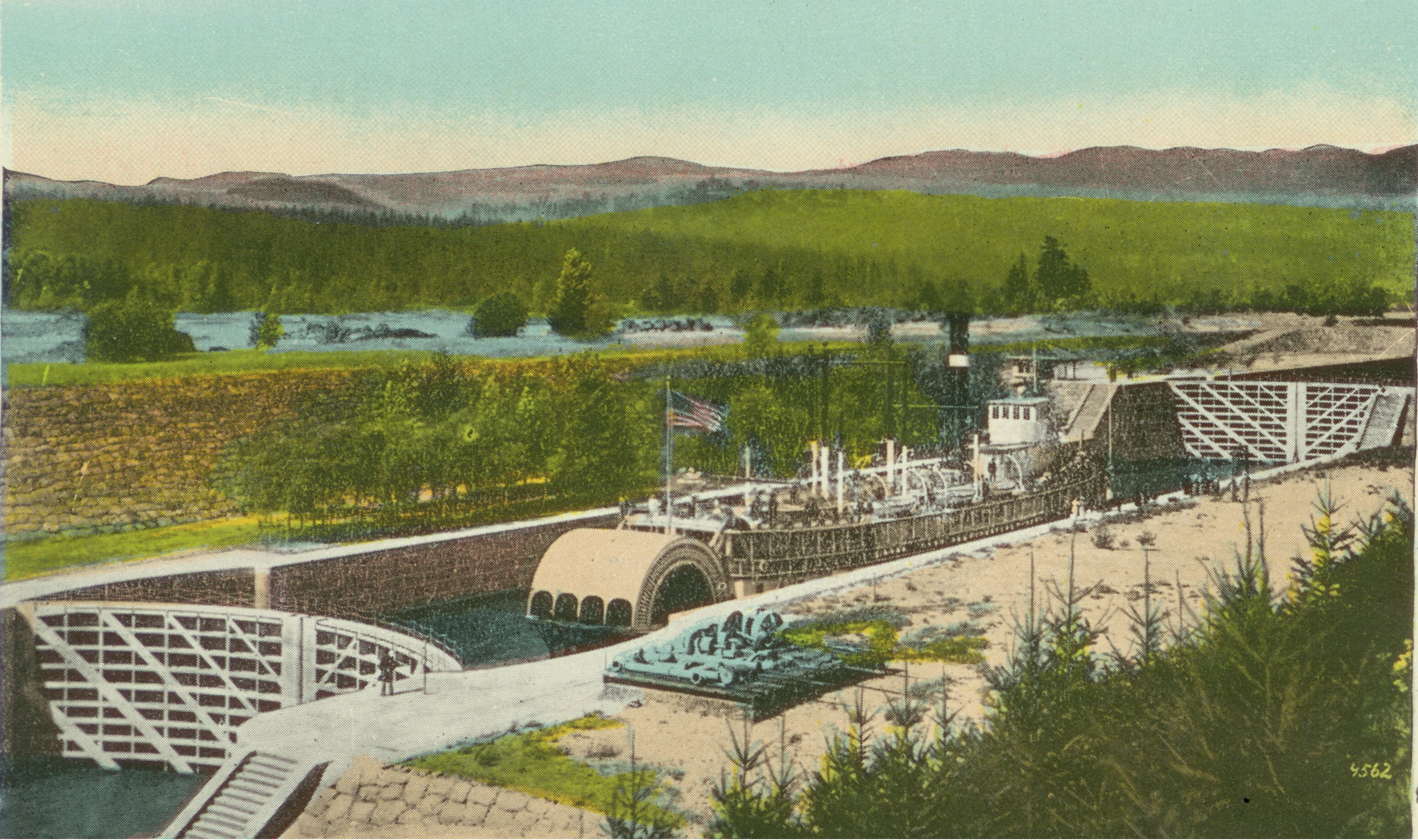
Bailey Gatzert in Cascade Locks, circa 1915.

De Cascade Locks and Canal zijn een historische sluis en kanaal langs een stroomversnelling in de Columbiarivier. Voor de scheepvaart was de stroomversnelling een belangrijke belemmering. De waterwerken maakten de passage veiliger en de rivier werd ook toegankelijk voor grotere schepen waardoor het transport van vracht en passagiers over de rivier kon toenemen. Het project werd in 1896 afgerond. In 1938 kwam de Bonnevilledam, circa zes kilometer stroomafwaarts, gereed. Dit leidde tot een verhoging van het waterniveau achter de dam. De sluis werd overbodig en deels afgebroken of verdween onder het water.

## Geschiedenis

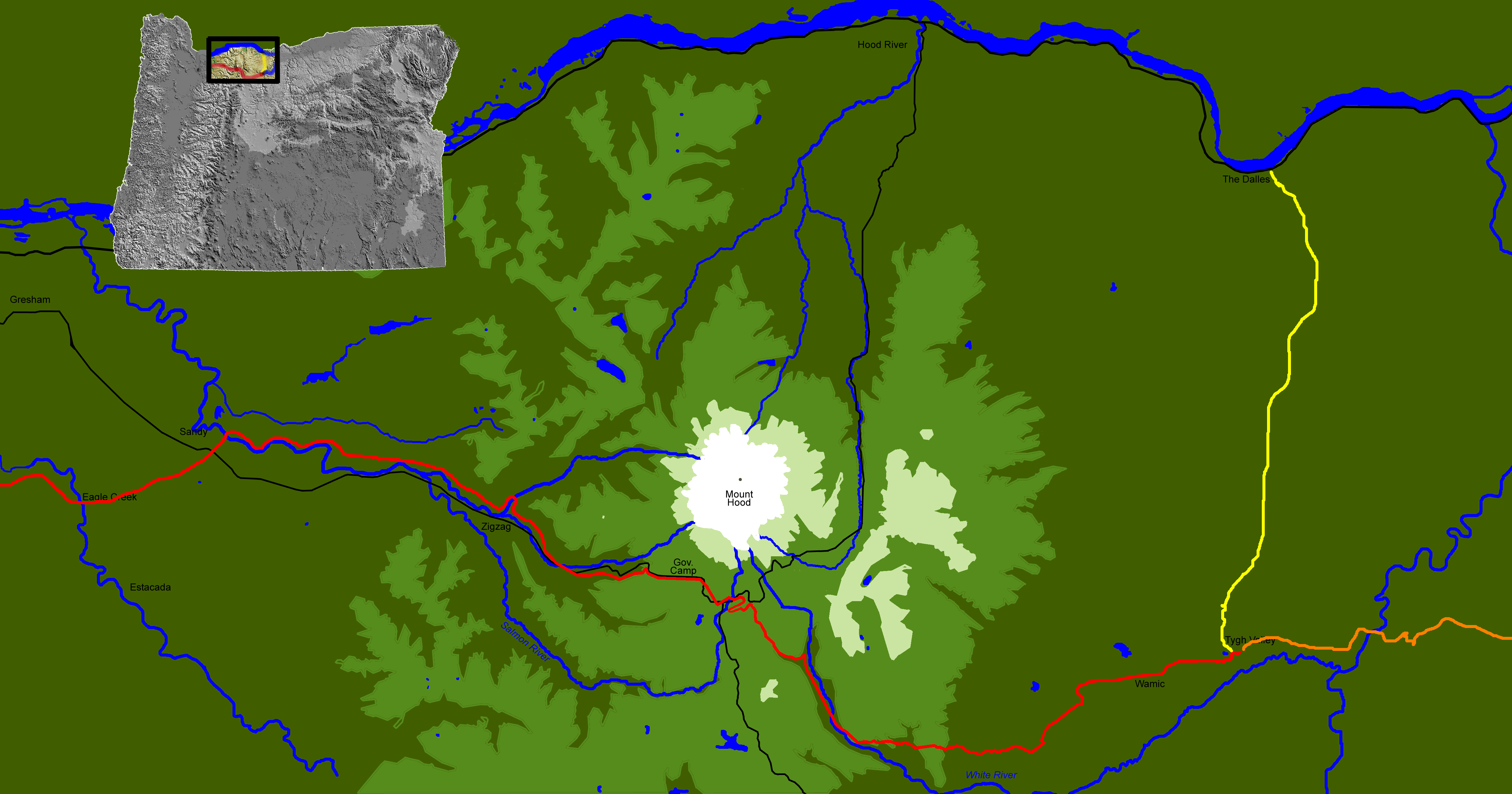
Barlow weg (in rood) langs Mount Hood. De blauwe lijn bovenin is de Columbiarivier.

Voor 1846 moesten kolonisten over de Oregon Trail naar de westkust hun paard en wagen bij The Dalles in de Columbiarivier op schepen laden. De schepen voeren stroomafwaarts naar de stroomversnelling bij Cascade Locks. Dit was een onoverkomelijke hindernis en de lading werd gelost en verder over land, stroomafwaarts, vervoerd. Na de stroomversnelling konden andere schepen de vracht en passagiers weer laden en verder varen richting Portland. In 1846 kwam een route over land gereed; de Barlowweg. De weg voerde over de Cascade Range, maar was zeer zwaar voor de trekdieren. Een reis over de river bleef daarmee een aantrekkelijk alternatief.
In de jaren tussen 1850 en 1860 was er naast de stroomversnelling een spoorlijn gebouwd voor het vervoer over land. De Oregon Steam Navigation Company was een monopolist, de maatschappij had de treinen en de schepen op de Columbiarivier in handen. De sterke marktpositie deed de kosten voor transport sterk stijgen en reizigers en vervoerders wilde een alternatieven. Na lang aandringen gaf het Amerikaans Congres in 1876 geld en toestemming voor de aanleg voor een sluis bij Cascade Locks.
Ball en Platt uit New York kregen de bouwopdracht en in 1879 begonnen de werkzaamheden. Het bouwproject duurde bijna 20 jaar en op 5 november 1896 werd het geheel officieel in gebruik genomen. De lange bouwtijd was vooral het gevolg van slecht weer, zoals stormen, sneeuwval en hoge waterstanden in de rivier, en de problematische aanvoer van bouwmateriaal. De totale bouwkosten bedroegen $ 3.891.536,83.
Bij de stroomversnelling was een klein dorp ontstaan, Cascade Locks. In 1880 woonden hier ongeveer 100 mensen en nog eens circa 350 arbeiders die aan de sluis en het kanaal werkten. De zalmvisserij was een belangrijke bron van inkomsten en rond 1900 was het inwonertal van Cascade Locks naar zo’n 550 gestegen.

## Beschrijving

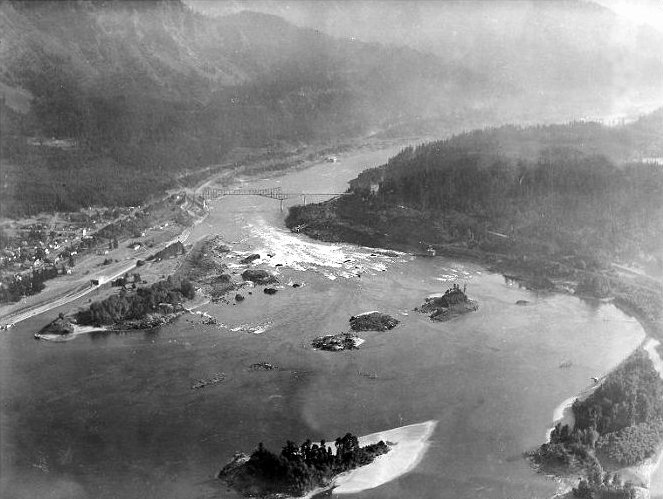
De stroomversnelling in de Columbiarivier met links het kanaal en de schutsluis. Vlak achter de stroomversnelling ligt de Bridge of the Gods

De stroomversnelling ligt ongeveer 70 kilometer ten oosten van Portland. Ten zuiden van de stroomversnelling werd een kanaal gegraven en een schutsluis gebouwd. Het kanaal was 900 meter lang lang en 27 meter breed. De sluis telde twee kolken. Schepen met een maximale lengte van ongeveer 120 meter en een diepgang van 2,4 meter konden van de sluis gebruikmaken. De sluiskolken waren groot genoeg om diverse schepen tegelijk te schutten.

## Huidige situatie
In 1938 kwam de Bonnevilledam gereed. Deze dam ligt zo’n zes kilometer stroomafwaarts van de schutsluis. Het waterniveau achter de dam steeg en de laagste sluiskolk en een deel van het kanaal verdween onder water. Het hoger gelegen deel van sluis en kanaal zijn nog zichtbaar en maken onderdeel uit van Cascade Locks Marine Park in Cascade Locks. De sluisdeuren zijn na de Tweede Wereldoorlog verwijderd. Over de sluis ligt nog een loopbrug naar Thunder Island. Thunder Island ligt tussen het kanaal en de stroomversnelling in.
De sluis en directe omgeving is per 15 mei 1974 opgenomen in het National Register of Historic Places.

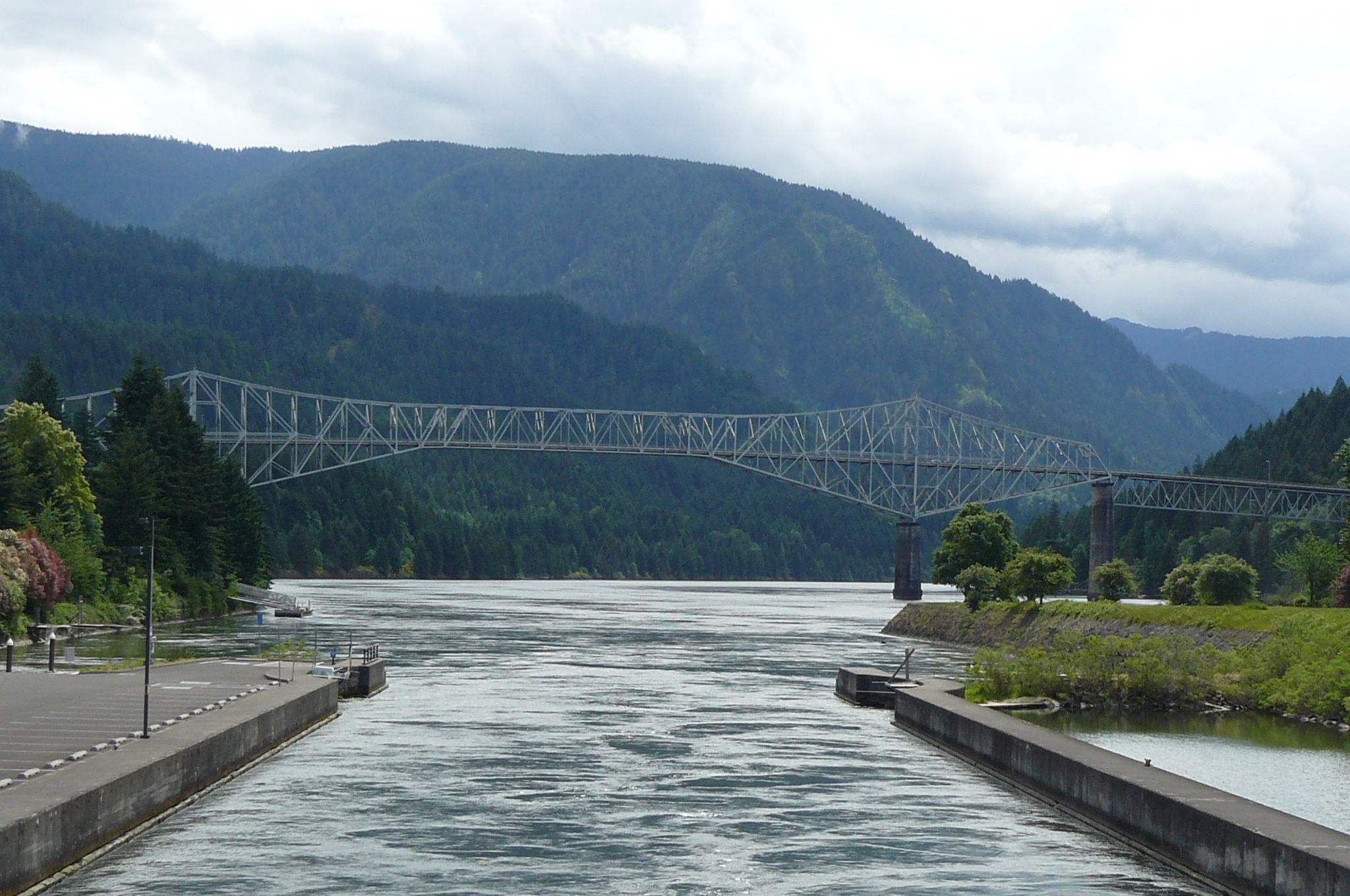
Van Cascade Locks naar het oosten met de Bridge of the Gods. Thunder Island ligt rechts.
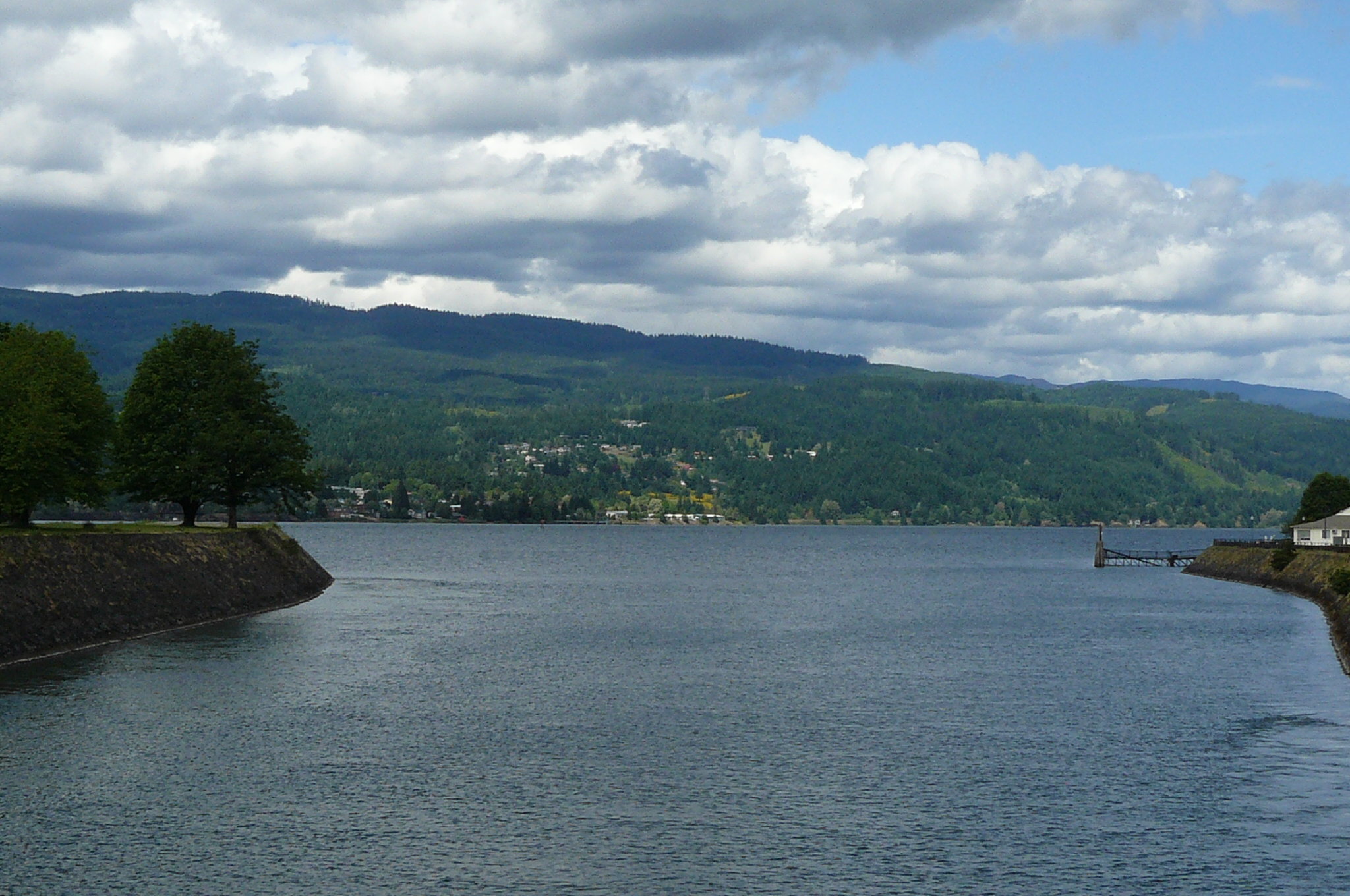
Foto naar het westen of stroomopwaarts de Columbiarivier.